# Menšutkinova reakce
Menšutkinova reakce je chemická reakce mezi terciárními aminy a alkylhalogenidy za vzniku kvartérních amoniových solí. Reakci v roce 1890 objevil a popsal ruský chemik Nikolaj Menšutkin (1842–1907). Reakce probíhá v polárních rozpouštědlech (etylalkohol, acetonitril) podle následujícího schématu:
Reakce patří do skupiny nukleofilních substitucí  a ochota k reakci je v nepřímé úměře s elektronegativitou halogenu. Menšutkinova reakce je stále využívána pro přípravu kvartérních amoniových solí (KAS), které se používají jako změkčovadla tkanin, inhibitory růstu, antibakteriální prostředky či katalyzátory fázového přenosu pro realizaci reakcí látek v navzájem nemísitelných roztocích. Posledním případem je například trietylbenzylamoniumchlorid (TEBA), připravený podle následujícího schématu z trietylaminu a chlorbenzenu.